# Щенёвский, Игнаций
Игнаций Щенёвский (пол. Ignacy Szczeniowski; 1853, Капустяны, Подольская губерния, Российская империя (ныне (Тростянецкого района, Винницкой области, Украины) — 29 октября 1932, Варшава) — польский государственный деятель, инженер, сахарозаводчик.

## Биография
Родился в Капустянском поместье родителей-помещиков, принадлежащих польскому роду герба Кушаба. В течение многих лет был связан с сахарной промышленностью на Подолье и Волыни.
Основатель и многолетний президент Общества взаимного страхования сахарных заводов Польши.
С января 1919 года — экономический советник польской делегации на Парижской мирной конференции.
С 12 августа 1919 по 9 декабря 1919 — министр промышленности и торговли в польском правительстве Игнация Яна Падеревского.
Позже руководил работой сахарных заводов в Городенке и Пшеворске.
Был последним владельцем дворца в Капустянах.